# 上海市七宝中学
31°09′09″N 121°21′47″E / 31.15242°N 121.36309°E
上海市七宝中学，简称七宝中学，创建于1947年，1961年始列为上海市重点中学，2005年名列首批上海市实验性示范性高中。学校位于上海西南的千年古镇闵行区七宝镇，因所在地而得名。
七宝中学一本升学率超过90%，每年录取清华大学，北京大学，复旦大学，上海交通大学的比例超过25%。近年来升学率进步神速，被誉为仅次于上海高中四大名校（上海中学，华东师范大学第二附属中学，复旦大学附属中学，上海交通大学附属中学）。
学校为七宝中学教育集团主要成员之一，还主办了文来中学。

## 历史
其前身之一是原上海市南洋模范中学初中部（七宝分校），1952年改为公立，更名上海市第二十初级中学，1956年并入七宝中学；前身之二是原上海市七宝农业职业学校经过院系调整后初中部分，1953年改称为上海市七宝中学。1956年，初中部迁往上海市第二十初级中学校址（民主路121号，今民主路8号七宝第二中学），并与之合并。
1997年9月1日起，由民主路校址迁入农南路新址，成为上海市首批高标准现代化寄宿制高级中学之一。

## 位置

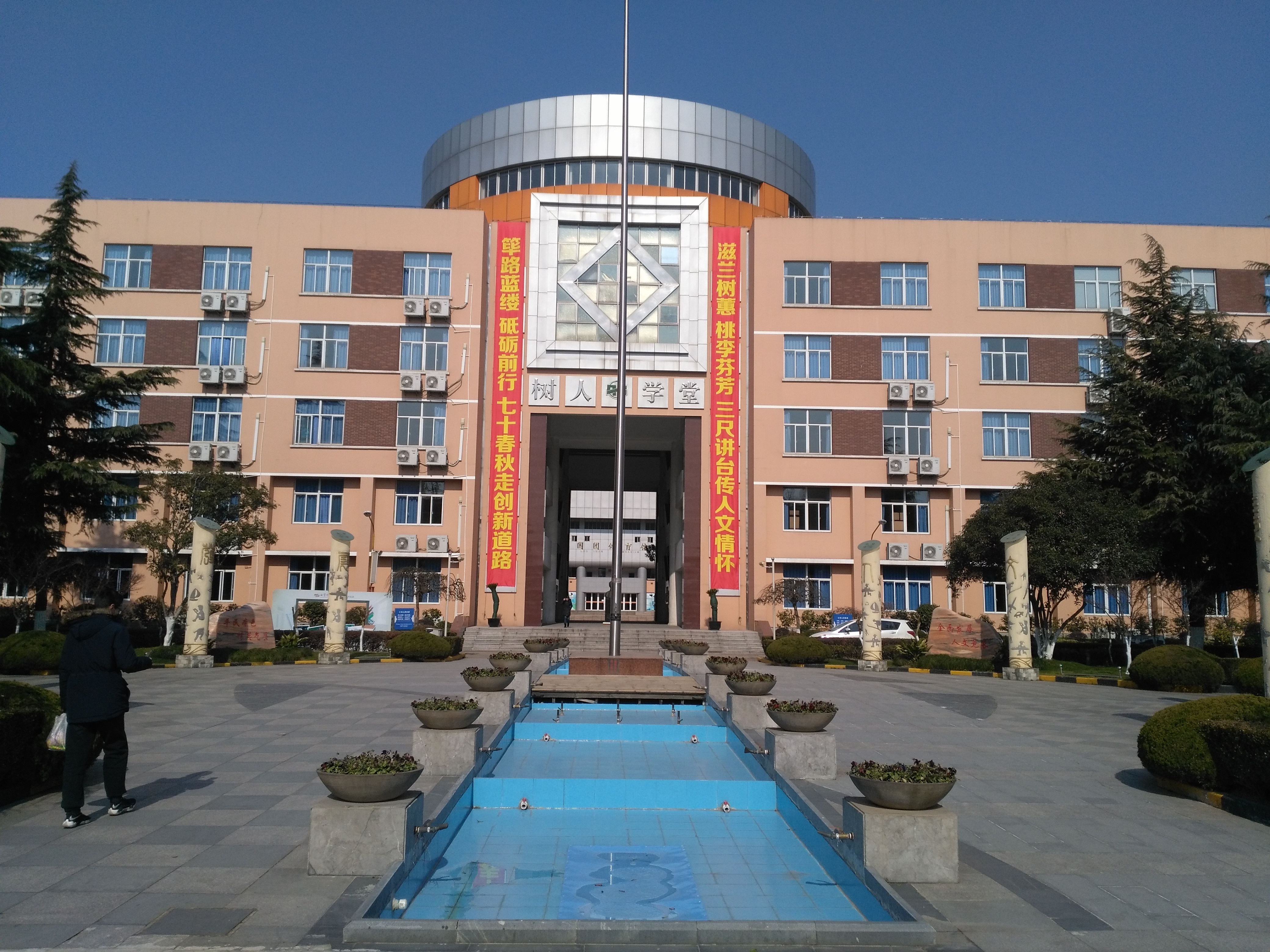
七宝中学主教学楼

七宝中学现址位于闵行区七宝镇农南路22号，东临农南路外环辅道，北临沈长浜，西接文来初中，南临农南路，临近闵行体育公园。
新镇路农南路路口的公交车站亦以本校命名。
公交：173路、753路、763路、闵行33路